# Траханиотов, Пётр Тихонович
Пётр Тихонович Траханиотов (? — 5 июня 1648) — русский государственный деятель, окольничий и глава Пушкарского приказа (1646).

## Биография
Представитель дворянского рода Траханиотовых. Второй (младший) сын воеводы пелымского Тихона Ивановича Траханиотова.
В начале 1646 года Пётр Траханиотов руководил упорядочением («строением») посада в городе Владимир. В июне 1646 года был пожалован в окольничие и стал руководителем Пушкарского приказа.
Шурин главы Земского приказа Леонтия Степановича Плещеева и один из помощников боярина Бориса Ивановича Морозова. Входил в число лиц, образовывавших его ближайшее окружение. Провёл ряд реформ, укрепивших права городского населения и ограничивавших юрисдикцию духовенства.
Во время восстания в Москве — Соляного бунта в 1648 году повстанцы разгромили дом Траханиотова и потребовали от царя его выдачи. Царь Алексей Михайлович вначале отослал Петра Траханиотова на воеводство в Устюжну-Железнопольскую, но с дороги его вернули и казнили. Пытавшегося бежать из Москвы Траханиотова казнили на Земском дворе. Алексей Михайлович решился на высылку из дворца Морозова только 11 июня. В ночь с 11 на 12 боярин был отправлен в Кирилло-Белозерский монастырь. Не участвовавшие в восстании дворяне воспользовались недовольством и потребовали от царя созыва Земского собора.
Позднее царское правительство утверждало, что Пётр Траханиотов был казнён «без вины».